# Moorsley

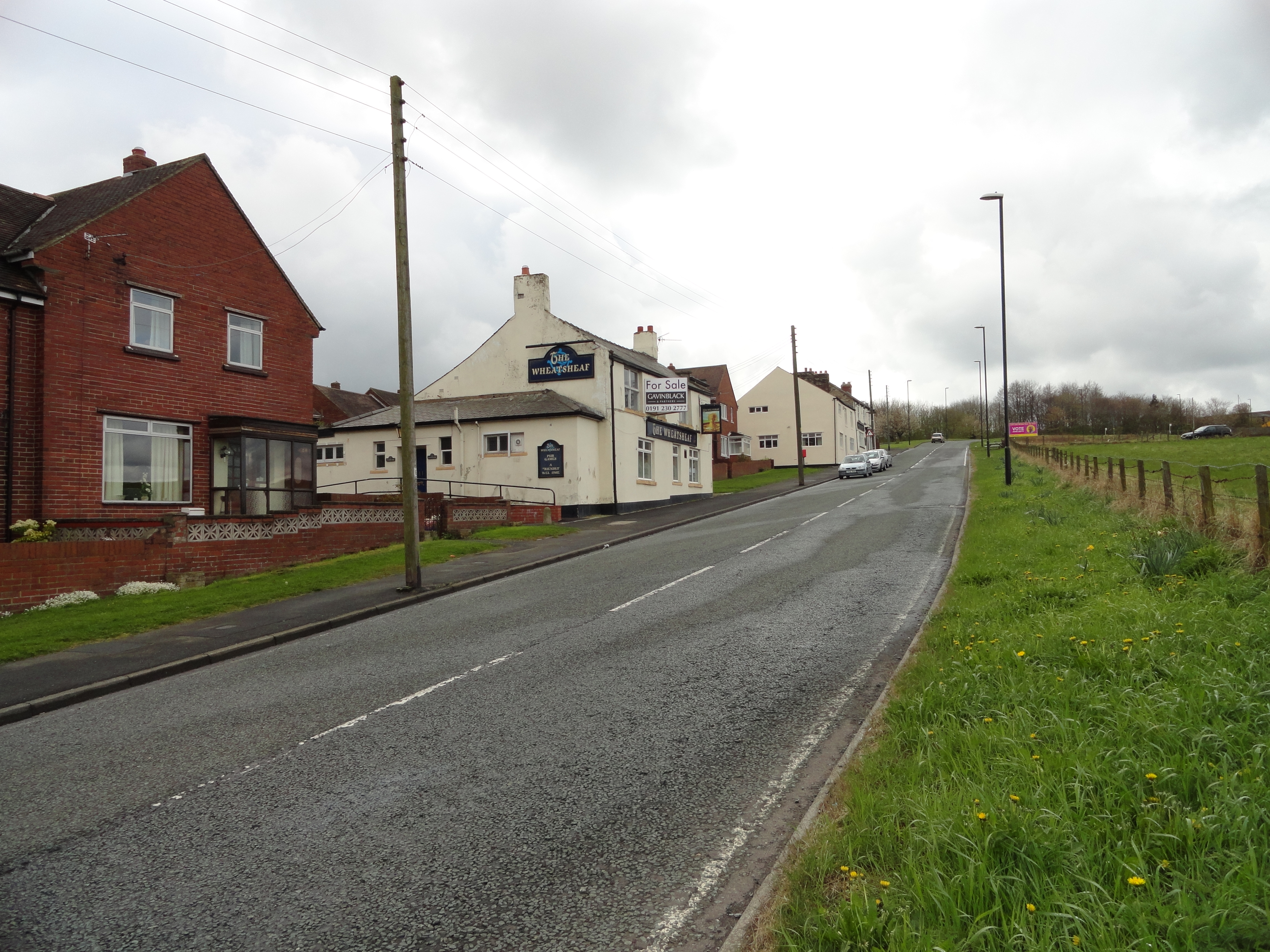
Low Moorsley

Moorsley var en civil parish från 1866 till 1937 då den blev en del av Hetton, i grevskapet Durham (nu Tyne and Wear), i England. Denna civil parish var belägen 13 km från Sunderland och hade 975 invånare år 1931.